# 딜란 팀버르
딜란 할디노 유니오르 팀버르(네덜란드어: Dylan Galdino Junior Timber, 2000년 4월 15일~)는 퀴라소의 축구 선수로 포지션은 중앙 수비수, 오른쪽 풀백이다. 현재 에이르스터 디비시의 VVV 펜로와 퀴라소 축구 국가대표팀에서 활동하고 있다. 네덜란드에서 태어나 아버지의 나라 퀴라소의 국가대표팀을 선택했으며 네덜란드의 축구 선수 유리언 팀버르, 크빈턴 팀버르의 형이다.

## 어린 시절
딜란 팀버르는 2000년 4월 15일 위트레흐트에서 퀴라소에서 네덜란드로 이주한 아버지 마뒤로(네덜란드어: Maduro)와 아루바에서 네덜란드로 이주한 어머니 마릴린 팀버르(네덜란드어: Marilyn Timber) 사이에서 팀버르 5형제들 중 3번째로 태어났다. 마릴린은 마뒤로가 떠난 후 팀버르 5형제를 혼자 키웠고, 형제들은 아버지의 성이 아닌 어머니의 성 팀버르를 선택했다.

## 구단 경력
딜란 팀버르는 DVSU 위트레흐트의 유소년팀에서 축구 선수 경력을 시작했다. 그는 동생 크빈턴, 유리언과 함께 페예노르트 로테르담의 유소년팀으로 이적했고 2010년 DVSU 위트레흐트로 복귀했다. 그는 DVSU 위트레흐트 외에도 SV 캄퐁, SV 하우턴의 유소년팀에서 활동했으며 2020년 SV 캄퐁에서 데르더 디비시의 VV 스파르타 네이커르크로 이적했다.

### FC 위트레흐트
스파르타 네이커르크에서 1시즌 동안 활동한 후 딜란은 2021년 5월 FC 위트레흐트에 입단했고 위트레흐트와 2년 계약을 체결했다. 2022년 2월 4일, 딜란은 21세의 나이에 용 FC 위트레흐트가 FC 폴렌담에 0대 2로 패배한 경기에서 프로 선수 데뷔전을 가졌고 78분 뤼번 클라위버르트와 교체되었다.

### VVV 펜로
2023년 5월, 딜란은 VVV 펜로에 자유계약으로 입단했고 펜로와 3년 계약을 체결했다. 2023년 10월 20일, 딜란은 펜로가 FC 덴 보스에 2대 1로 승리한 경기에서 선발출전하며 펜로 데뷔전을 가졌고 데뷔전에서 펜로 소속 첫 번째 득점이자 프로 경력 첫 번째 득점을 기록했다.
딜란은 2024년 1월 26일 펜로가 더 흐라프스합에 3대 2로 패배한 원정 경기에서 선발로 출전했으나 12분 부상을 당해 교체되었고 전방 십자인대 파열 진단을 받았다.

## 국가대표팀 경력
2022년 5월, 딜란은 AFC 아약스와 친선 경기를 가지는 퀴라소 축구 국가대표팀에 처음으로 발탁되었으나 퀴라소 대표팀 데뷔전을 가지지 않았다. 딜란은 경기에 출전하지 않았지만 해당 친선 경기에서 동생 유리언이 아약스의 선수 자격으로 참가했었다.
딜란은 2022년 9월 퀴라소 대표팀에 재발탁되었고 9월 24일 퀴라소와 인도네시아 축구 국가대표팀과의 친선 경기에서 선발 출전하며 퀴라소 대표팀 데뷔전을 가졌다. 그는 55분에 아이르톤 스타시와 교체되었다.

## 개인사
딜란에게는 이복형 스하미르 팀버르(네덜란드어: Shamier Timber), 크리스 팀버르(네덜란드어: Chris Timber)와 쌍둥이 친동생 크빈턴 팀버르, 유리언 팀버르가 있다. 쌍둥이 동생 크빈턴과 유리언은 딜란처럼 축구 선수로 활동하고 있으며 2024년 5월 기준으로 크빈턴은 페예노르트 로테르담에서, 유리언은 아스널 FC에서 활동하고 있다.